# مخالفت با حق تکثیر
مخالفت با حق تکثیر یا ضدکپی‌رایت به جنبشی گفته می‌شود که از ماهیت قوانین کنونی کپی‌رایت ناراضی است و بر پیامدهای منفی فلسفی، اقتصادی یا اجتماعی این قوانین تأکید می‌کند. معمولاً کپی‌رایت بر طبق کنوانسیون برن برای حمایت از آثار ادبی و هنری شکل می‌گیر که پایه‌گذار آن ویکتور هوگو بوده‌است. با این حال موافقتنامه‌های متعدد بین‌المللی برای کپی‌رایت وجود دارد و در کشورهای مختلف قانون کپی‌رایت فرق می‌کند.
در محیط اینترنت و پیشرفت‌های جدید فناوری، مخالفان ابراز می‌کنند نیاز داریم قانون کپی‌رایت را با فناوری اطلاعات مدرن وفق دهیم.

## بحث‌های اخلاقی
سلمر برینگ‌سیور معتقد است از آنجا که برخی صورت‌های تکثیر اخلاقاً مجاز است و نمی‌توان تمایز منطقی بین این صورت‌ها و صورت‌های دیگر قائل شد، پس تمام انواع تکثیر (با هدف غیرتجاری) مجاز هستند.